# Collegio uninominale Campania - 11
Il collegio elettorale uninominale Campania - 11 è stato un collegio elettorale uninominale della Repubblica Italiana per l'elezione del Senato tra il 2017 ed il 2022.

## Territorio
Come previsto dalla legge elettorale italiana del 2017, il collegio era stato definito tramite decreto legislativo all'interno della circoscrizione Campania.
Era formato dal territorio di 118 comuni: Acerno, Agropoli, Albanella, Alfano, Altavilla Silentina, Aquara, Ascea, Atena Lucana, Auletta, Battipaglia, Bellizzi, Bellosguardo, Buccino, Buonabitacolo, Caggiano, Calvanico, Camerota, Campagna, Campora, Cannalonga, Capaccio Paestum, Casal Velino, Casalbuono, Casaletto Spartano, Caselle in Pittari, Castel San Lorenzo, Castelcivita, Castellabate, Castelnuovo Cilento, Castiglione del Genovesi, Celle di Bulgheria, Centola, Ceraso, Cicerale, Controne, Corleto Monforte, Cuccaro Vetere, Eboli, Felitto, Futani, Giffoni Sei Casali, Giffoni Valle Piana, Gioi, Giungano, Ispani, Laureana Cilento, Laurino, Laurito, Lustra, Magliano Vetere, Moio della Civitella, Montano Antilia, Monte San Giacomo, Montecorice, Montecorvino Pugliano, Montecorvino Rovella, Monteforte Cilento, Montesano sulla Marcellana, Morigerati, Novi Velia, Ogliastro Cilento, Olevano sul Tusciano, Omignano, Orria, Ottati, Padula, Palomonte, Perdifumo, Perito, Pertosa, Petina, Piaggine, Pisciotta, Polla, Pollica, Pontecagnano Faiano, Postiglione, Prignano Cilento, Ricigliano, Roccadaspide, Roccagloriosa, Rofrano, Romagnano al Monte, Roscigno, Rutino, Sacco, Sala Consilina, Salento, Salvitelle, San Cipriano Picentino, San Giovanni a Piro, San Gregorio Magno, San Mango Piemonte, San Mauro Cilento, San Mauro la Bruca, San Pietro al Tanagro, San Rufo, Santa Marina, Sant'Angelo a Fasanella, Sant'Arsenio, Sanza, Sapri, Sassano, Serramezzana, Serre, Sessa Cilento, Sicignano degli Alburni, Stella Cilento, Stio, Teggiano, Torchiara, Torraca, Torre Orsaia, Tortorella, Trentinara, Valle dell'Angelo, Vallo della Lucania, Vibonati.
Il collegio era quindi interamente compreso nella provincia di Salerno.
Il collegio era parte del collegio plurinominale Campania - 03.

## Eletti
| Elezione | Elezione | Senatore            | Partito            |
| -------- | -------- | ------------------- | ------------------ |
|          | 2018     | Francesco Castiello | Movimento 5 Stelle |

## Dati elettorali

### XVIII legislatura
Come previsto dalla legge elettorale, 116 senatori erano eletti con sistema a maggioranza relativa in altrettanti collegi uninominali a turno unico.
| Candidati              | Candidati                     | Voti    | %     | Liste                           | Voti    | %     |
| ---------------------- | ----------------------------- | ------- | ----- | ------------------------------- | ------- | ----- |
|                        | Francesco Castiello ✔️ Eletto | 91 937  | 38,00 | Movimento 5 Stelle              | 91 937  | 38,00 |
|                        | Costabile Spinelli            | 90 325  | 37,34 | Forza Italia                    | 57 336  | 23,70 |
| Lega                   | Costabile Spinelli            | 90 325  | 37,34 | 19 350                          | 8,00    |       |
| Fratelli d'Italia      | Costabile Spinelli            | 90 325  | 37,34 | 10 525                          | 4,35    |       |
| Noi con l'Italia - UDC | Costabile Spinelli            | 90 325  | 37,34 | 3 114                           | 1,29    |       |
|                        | Filomena Gallo                | 43 787  | 18,10 | Partito Democratico             | 35 711  | 14,76 |
| Italia Europa Insieme  | Filomena Gallo                | 43 787  | 18,10 | 2 750                           | 1,14    |       |
| Civica Popolare        | Filomena Gallo                | 43 787  | 18,10 | 2 737                           | 1,13    |       |
| +Europa                | Filomena Gallo                | 43 787  | 18,10 | 2 589                           | 1,07    |       |
|                        | Maria Antonietta Boffa        | 6 285   | 2,60  | Liberi e Uguali                 | 6 285   | 2,60  |
|                        | Claudio Caraffa               | 2 712   | 1,12  | Potere al Popolo!               | 2 712   | 1,12  |
|                        | Ermanno Mandarino             | 1 655   | 0,68  | Italia agli Italiani            | 1 655   | 0,68  |
|                        | Riccardo Cersosimo            | 1 427   | 0,59  | Il Popolo della Famiglia        | 1 427   | 0,59  |
|                        | Salvatore Luongo              | 1 307   | 0,54  | CasaPound                       | 1 307   | 0,54  |
|                        | Riccardo Lorenzi              | 849     | 0,35  | Partito Comunista               | 849     | 0,35  |
|                        | Francesco Maiese              | 722     | 0,30  | Partito Valore Umano            | 722     | 0,30  |
|                        | Francesco Plaitano            | 606     | 0,25  | PRI - ALA                       | 606     | 0,25  |
|                        | Sabrina Anceschi              | 304     | 0,13  | Per una Sinistra Rivoluzionaria | 304     | 0,13  |
| Totale                 | Totale                        | 241 916 | 100   |                                 | 241 916 | 100   |
|                        |                               |         |       |                                 |         |       |
| Voti non validi        | Voti non validi               | 12 344  | 4,85  |                                 |         |       |
| Votanti                | Votanti                       | 254 260 | 70,55 |                                 |         |       |
| Elettori               | Elettori                      | 360 380 |       |                                 |         |       |